# Makary (Tuczapski)
Makary, nazwisko świeckie Tuczapski (zm. 1549) – lwowski biskup prawosławny w latach 1539–1549.

## Życiorys
Namiestnik metropolity kijowskiego Makarego II w Haliczu (1535–1539), od 1539 biskup lwowski, wyświęcony przez Makarego II. Pierwszy biskup odnowionej (po 80 latach przerwy) eparchii lwowskiej. Po wyborze w 1539 zwołał sobór lwowski, który wezwał do ożywienia podupadłego prawosławnego życia religijnego w eparchii lwowskiej.